# Mánd
Mánd is een plaats (község) en gemeente in het Hongaarse comitaat Szabolcs-Szatmár-Bereg. Mánd telt 266 inwoners (2001).